# Chiefs (miniserie)
Chiefs (conocida en España como Jefes y en Hispanoamérica como Los jefes) es una miniserie de televisión basada en la novela homónima de Stuart Woods emitida por la CBS durante tres noches en noviembre de 1983. Dirigida por Jerry London y protagonizada por Charlton Heston, Keith Carradine, Stephen Collins, Danny Glover, Wayne Rogers y Billy Dee Williams, recibió tres nominaciones a los premios Emmy y una nominación de Eddie Award.

## Trama
La miniserie se establece en el pueblo ficticio de Delano, Georgia, que parece estar basada en Mánchester, Georgia, situado en la base de la montaña de pino. La historia comienza en 1924 cuando el patriarca de la ciudad, Hugh Holmes, cuyo carácter intermitente narra la historia, decide que la ciudad ha llegado a ser lo bastante grande para requerir una cárcel y un oficial de policía a tiempo completo. Poco después de que el pueblo nombra a agricultor fallido Will Henry Lee jefe su primer policía, la gente del pueblo se alarmó por una serie de desapariciones de jóvenes y niños. La historia sigue a tres generaciones de Jefes de policía de Delano - Will Henry Lee, Sonny Butts y Tyler Watts, que investigan los crímenes. Lawman vertical Will Henry Lee es el primero en descubrir que solitario acomodada Funderburke "Foxy" es responsable de los crímenes, pero le dispara por error por un hombre delirante antes de que él puede detener al local bien considerado. Funderburke se sitúa en segundo plano mientras el Lee moribunda intenta jadeo la verdad sobre la culpabilidad de Funderburke, pero la esposa de Lee no entiende. A pesar del delirio febril que le llevó a creer que el jefe de la policía estaba tratando de matar a su hijo, el hombre que mató a Lee es ejecutado porque es un hombre negro.
Ahora nuevamente libre de sospecha, Funderburke sigue una décadas larga juerga de asesinatos por motivos sexuales. Poco después de la II Guerra Mundial, policía torcida y violenta jefe colillas de Sonny, nombrado para el puesto porque es un héroe de guerra, también figuras fuera culpa de Funderburke, como colillas de padre ciudad Holmes dice está a punto de tomar su divisa debido a una serie de depredación que culminó en el asesinato de colillas de una figura Medgar Evers. Seguro resolver el misterio de asesinato guardará su trabajo, Butts va a la finca de Funderburke y le pilla in fraganti en el acto de enterrar a su última víctima. Pero Butts ríe carcajadas sobre su victoria y baja su guardia, Funderburke golpea a Butts con la pala y entierra su cuerpo en la misma fosa de su última víctima, junto con su motocicleta de policía. Nadie hace la conexión entre la desaparición de Butts y los asesinatos no resueltos de largo.
En paralelo a la investigación transcurre la historia del hijo de jefe Lee, Billy. Un joven en el momento de la muerte de su padre, Billy Lee se convierte en abogado y, con audacia para el tiempo y lugar, un liberal. Entra en política, y en el momento en que Tyler Watts se convierte en Jefe de Policía de Delano, en 1962, Billy Lee va obteniendo la atención nacional. Apoya la controvertida contratación de Watts, que él y los demás se supone es un recién llegado a Delano. A pesar del apoyo de Lee, Watts es cauteloso, no sea que el hombre cada vez más poderoso descubra su verdadera identidad. Watts también revela la verdad de la culpabilidad de Funderburke. En la finca de Funderburke, tras haber buscado en vano pruebas de los crímenes, uno de los hombres que acompaña a Watts tropieza con el manillar de la motocicleta de Butts que sobresale de donde había sido enterrada. Cuando los hombres comienzan a desenterrar la suciedad con las manos desnudas, Funderburke va a por su escopeta, dispara y hiere a Watts, y entonces inmediatamente es abatido a tiros por el equipo de búsqueda, escapando así a un juicio público por cuatro décadas de asesinatos. El padre de la ciudad Holmes se lamenta de su ciudad por todos los cuerpos de los jóvenesque son desenterrados alrededor de la casa de Funderburke (evocando el descubrimiento de los cuerpos de las víctimas de John Wayne Gacy). Watts, sin embargo, es ahora un héroe reconocido, y él decide contarle a Billy Lee quien realmente es. Billy Lee reconoce a Watts como su amigo de la infancia, hijo del hombre que disparó a su padre, el niño huyó de la ciudad tras el tiroteo que costó la vida a su padre.
Warm Springs es el sitio de la casa de vacaciones de los finales de Franklin Delano Roosevelt, y un parque de Estado que lleva su nombre se encuentra en la montaña de pino. En esta historia, Foxy Funderburke reside en Pine Mountain, y presumiblemente el nombre de la ciudad de Delano alude a la cercana casa de verano del Presidente Roosevelt.

## Distribución
Chiefs fue emitida por la CBS como una miniserie de seis horas. Las dos primeras horas se emitió a partir de 20 13 de noviembre de 1983. La segunda parte salió al aire el 15 de noviembre a 21, y la parte final se transmitió el 16 de noviembre a las 21.
Una versión editada ha sido lanzada en DVD.

## Recepción
John J. O'Connor del New York Times dijo que Jefes fue "un proyecto ambicioso pero erróneo que, en general, funciona poderosamente bien." El director London tiene "un agudo sentido de lo que implica el barrido de la saga," aunque hay debilidades. Criticó el final de la miniserie por no seguir el final de la novela, pero señaló que las actuaciones de Davis (Sonny Butts), Sorvino (Skeeter), Carradine (Foxy Funderburke) y Glover (Marshall Peters) estaban pendientes. Entre los defectos está una escena de azotes en la que un joven blanco es azotado, supuestamente por tener relaciones sexuales con una mujer negra. Los guionistas ahí patinaron. En el viejo sur, un joven blanco era libre de tener experiencias con una chica negra dispuesta. Lo que aterrorizaba al viejo sur era que un hombre negro teniendo sexo con una mujer blanca. Esta imprecisión histórica puede que se haya incluido porque el hombre blanco es víctima implícita de una violación homosexual a manos de Foxy Funderburke (Carradine), y la idea de un hombre blanco y un hombre negro teniendo sexo homosexual habría sido igualmente repugnante a la sensibilidad del viejo sur.
La miniserie fue nominada a tres premios Emmy:
- "Excepcional arte dirección para una limitada serie o un especial" – diseño de producción: Charles C. Bennett y escenógrafo Victor Kempster (para la parte 2).

- "Mejor serie limitada" – productor ejecutivo Martin Manulis, supervisión de productor Jerry London y productor John E. Quill.

- "Excepcional apoyo Actor en una limitada serie o un especial" – Keith Carradine.

Fue nominado para un Eddie Award en la "mejor editado episodio de una televisión miniserie" para Eric AlbertsonJohn J. Dumas y Armond Lebowitz.[3]
Su éxito hizo que la versión en bolsillo de la novela entrara en la lista de superventas del New York Times.

## Reparto
Actor - Personaje
- Charlton Heston - Hugh Holmes
- Keith Carradine - Foxy Funderburke
- Wayne Rogers - Will Henry Lee
- Stephen Collins - Billy Lee
- Brad Davis - Sonny colillas
- Billy Dee Williams - Tyler Watts (también conocido como Joshua Cole)
- Paul Sorvino - Sheriff Skeeter Willis
- Danny Glover - Marshall Peters
- Tess Harper - Carrie Lee
- Victoria Tennant - Trish Lee